# Pastriz
Pastriz là một đô thị ở tỉnh Zaragoza, Aragon, Tây Ban Nha. Theo điều tra dân số 2004 của Viện thống kê Tây Ban Nha (INE), đô thị này có dân số là 1.216 người. Diện tích đô thị này là 16 ki-lô-mét vuông. Đô thị này nằm ở độ cao 187 m trên mực nước biển.